# Schülerturm
Der Schülerturm, sorbisch Šulerska wěžaⓘ, oder das Schülertor in Bautzen ist ein Torturm am nördlichen Rand der Bautzener Altstadt. Er steht unter Denkmalschutz.

## Geschichte
Der Schülerturm gehört zu den älteren der Bautzener Stadttürme. Der südlich des Turmes gelegene Kreuzungspunkt von Wendischer Straße, An den Fleischbänken und Schülerstraße ist als Zentrum der Bautzener Frühstadt zu sehen, die schon um 1157 erste Stadtrechte erhielt. Auch wenn der Turm heute etwas abseits wichtiger Verkehrsstraßen liegt, war er in frühen Jahrhunderten einer der wichtigsten Zugänge zur Stadt. Der frühe Verlauf der alten Hohen Straße (Via Regia) kreuzte die Spree an der Hammermühle, verlief entlang der Gerberstraße und erreichte am Schülertor das geschützte Stadtgebiet, knickte schon nach wenigen hundert Metern von der Schülerstraße in Richtung Osten auf die Wendische Straße ab und verließ durch das Wendische Tor am Wendischen Turm das Stadtgebiet. Der Schülerturm war in späterer Zeit neben dem Lauenturm die zweite Nahtstelle der unterschiedlichen Verteidigungssysteme der Stadt im Osten (Wallgraben vor Stadtmauer) und Westen (Stadtmauer auf Felssporn).

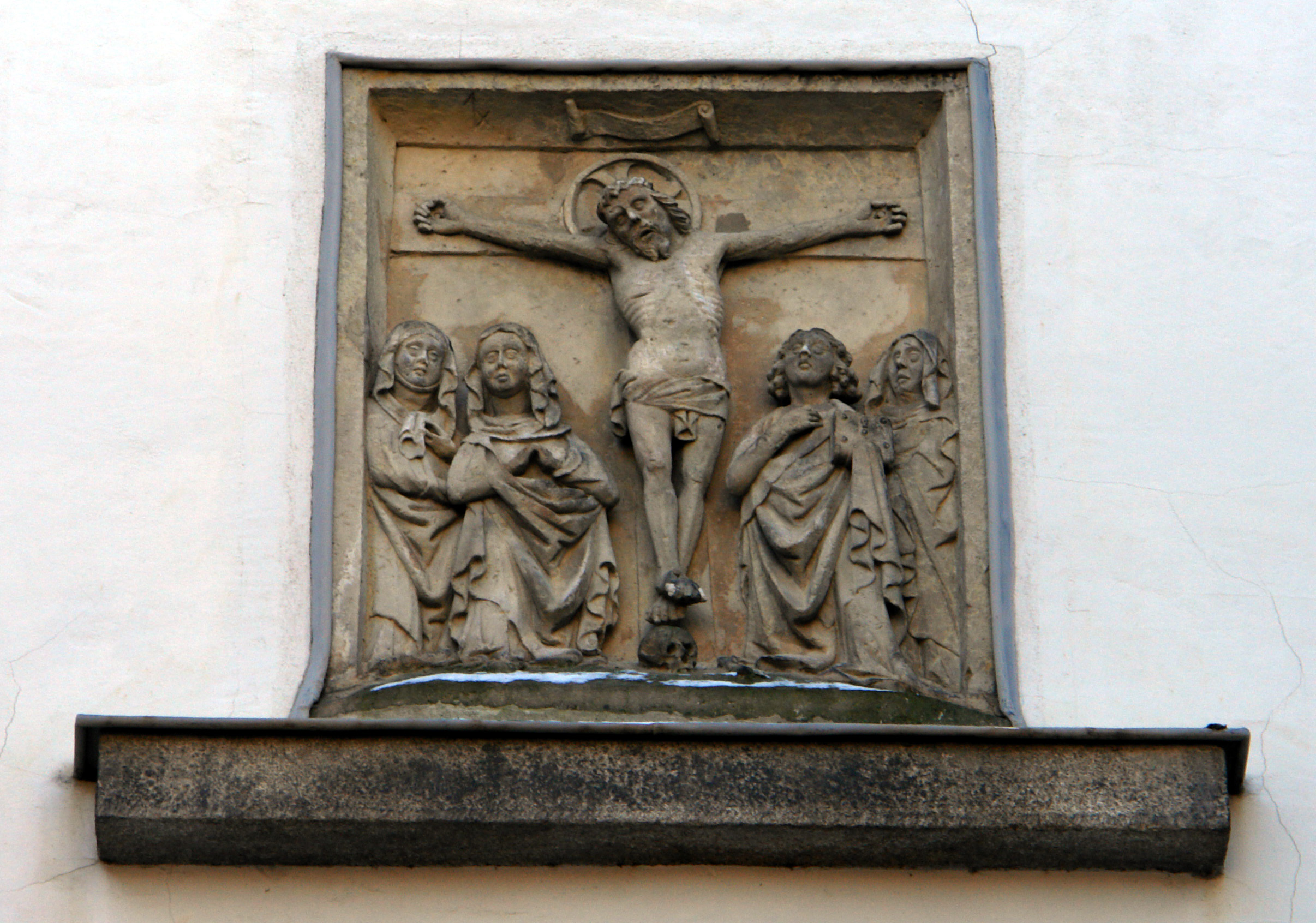
Relief am Turm

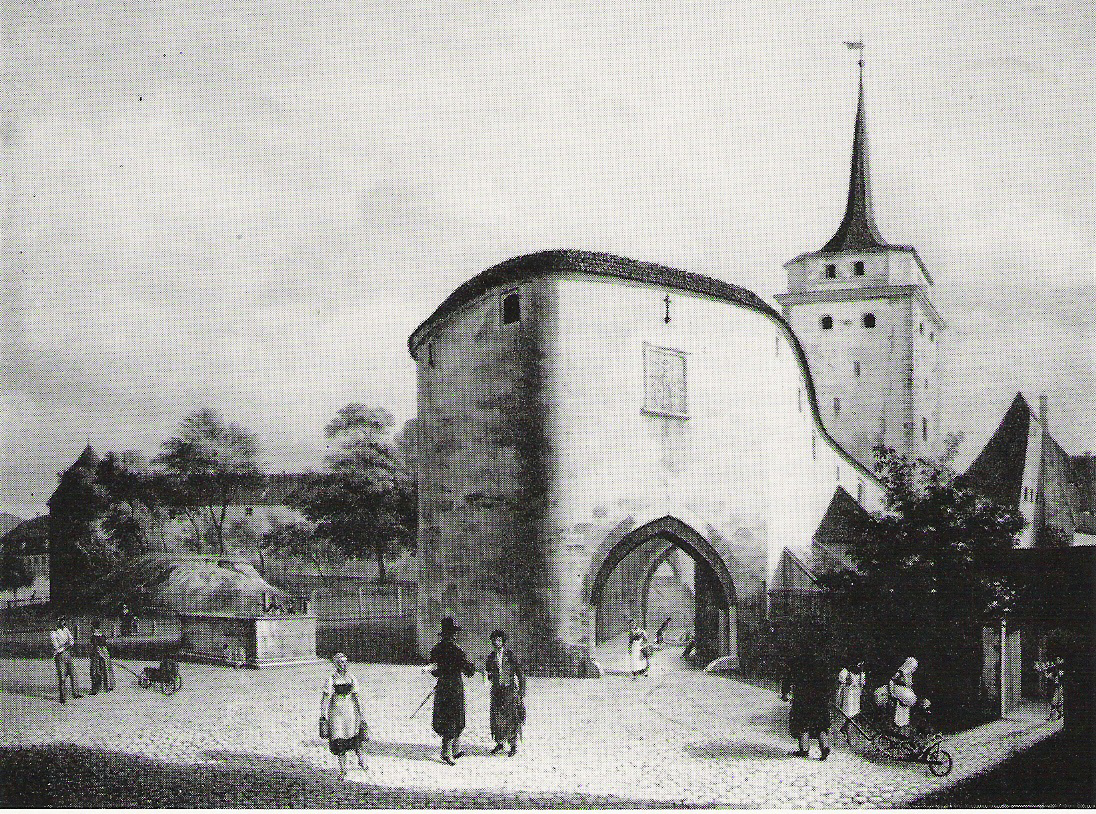
Schülertor und -turm im Jahre 1839

Ende des 15. Jahrhunderts wurde der Turm als zweitoriger Stadteingang und Zwingerzugang errichtet. 1634 im Dreißigjährigen Krieg brannte das Turmoberteil ab und wurde 1673 im Stil des Manierismus mit 4 Giebeln aufgebaut. Nach einem Blitzschlag 1833 wurde das Dach verändert. Die stark gekrümmte Tordurchfahrt des dem Tor vorgebauten Rondells wurde 1840 abgebrochen und der davorliegende Graben eingeebnet. Der vormals spitzbogige Torbogen des Schülerturms wurde zum Rundbogen abgeändert.
Das sich heute noch an der Nordseite befindliche Sandsteinrelief (entstanden nach 1400) befand sich ursprünglich am vorgelagerten Torrondell. Der Turmknopf der Wetterfahne enthält verschiedene Dokumente zur Baugeschichte des Turmes, die zuletzt 2004 bei Sicherungsarbeiten ergänzt wurden.